# Süd-Süd-Kooperation
Die Süd-Süd-Kooperation (englisch: South-South-Cooperation, SSC), auch Süd-Süd-Beziehungen oder Süd-Süd-Zusammenarbeit, bezeichnet die wirtschaftliche Zusammenarbeit zwischen Ländern des Globalen Südens, den sogenannten Entwicklungs- und Schwellenländern. Ziel ist die Überwindung des Entwicklungsrückstandes gegenüber den entwickelten Industriestaaten und ein Abbau der Abhängigkeiten von ihnen, die ihren Ursprung häufig in der jeweiligen Kolonialherrschaft haben und bis heute anhaltende Handelsnachteile im globalen Wirtschaftsgefüge bewirken.
Süd-Süd- und Dreieckskooperationen bezeichnen dabei Kooperationen zwischen Entwicklungs- und Schwellenländern und zusätzlich mit multilateralen Institutionen oder Geberländern.

## Geschichte

Die üblicherweise zum Globalen Süden (rot) und Globalen Norden (blau) zählenden Staaten

Als Vorläufer der heutigen Süd-Süd-Kooperation kann die Bandung-Konferenz von 1955 angesehen werden, bei der sich erstmals 29 afrikanische und asiatische Staaten zum Austausch trafen, ohne eine Beteiligung ehemaliger Kolonialmächte.
In den 1970er Jahren begannen Entwicklungs- und Schwellenländer verstärkt Möglichkeiten zur Zusammenarbeit abseits der Entwicklungszusammenarbeit mit den Industrienationen, häufig ihre ehemaligen Kolonialmächte, zu suchen. Erste Ansätze können in Initiativen wie der Bewegung der Blockfreien Staaten, dem OPEC-Fonds für Internationale Entwicklung oder innerhalb der UNO die Gruppe der 77 gesehen werden. Ähnliches fand auch mit der Ziel regionalspezifischer Entwicklung statt, etwa mit dem südostasiatischen Bund ASEAN, der Andengemeinschaft oder der Entwicklungsgemeinschaft des südlichen Afrika, u. a.

Die G20-Staaten, eines der bekanntesten Foren für die Süd-Süd-Dreiecks-Kooperation.

Nach dem Zerfall der Sowjetunion ab 1990 empfanden sich die maßgeblichen kapitalistischen Staaten als Sieger der Geschichte, und der Neoliberalismus dominierte die nun folgende Ausweitung des Welthandels. In dem Zuge entwickelten sich auch die Volkswirtschaften einer Reihe Schwellenländer, die nun häufig zu den Industrieländer aufzuschließen suchten und gleichzeitig unabhängiger von ihnen werden wollten, sich dabei aber oft inneren und äußeren strukturellen Hemmnissen historischer oder traditioneller Art gegenübersahen oder andere Entwicklungsmodelle suchten. Eine verstärkte Zusammenarbeit zwischen ihnen zur möglichst selbst bestimmten Überwindung dieser Hemmnisse wird seither insbesondere von den größeren Schwellenländern angestrebt. So formierte sich 1999 der G20-Zusammenschluss, 2006 gründete sich der BRICS-Verbund, und 2009 schlossen die BASIC-Staaten ihr erstes Abkommen.
Seit 2016 wird im Entwicklungs-kooperationsforum der Vereinten Nationen (UNDCF) und in der Konferenz der Vereinten Nationen für Handel und Entwicklung (UNCTAD) über ein Konzept zur Messung von Süd-Süd-Kooperation diskutiert. Dabei soll der Beitrag der Entwicklungs- und Schwellenländer zur Agenda 2030, als „17 Ziele für nachhaltige Entwicklung“ bekannt, bestimmt werden.

## Definitionen

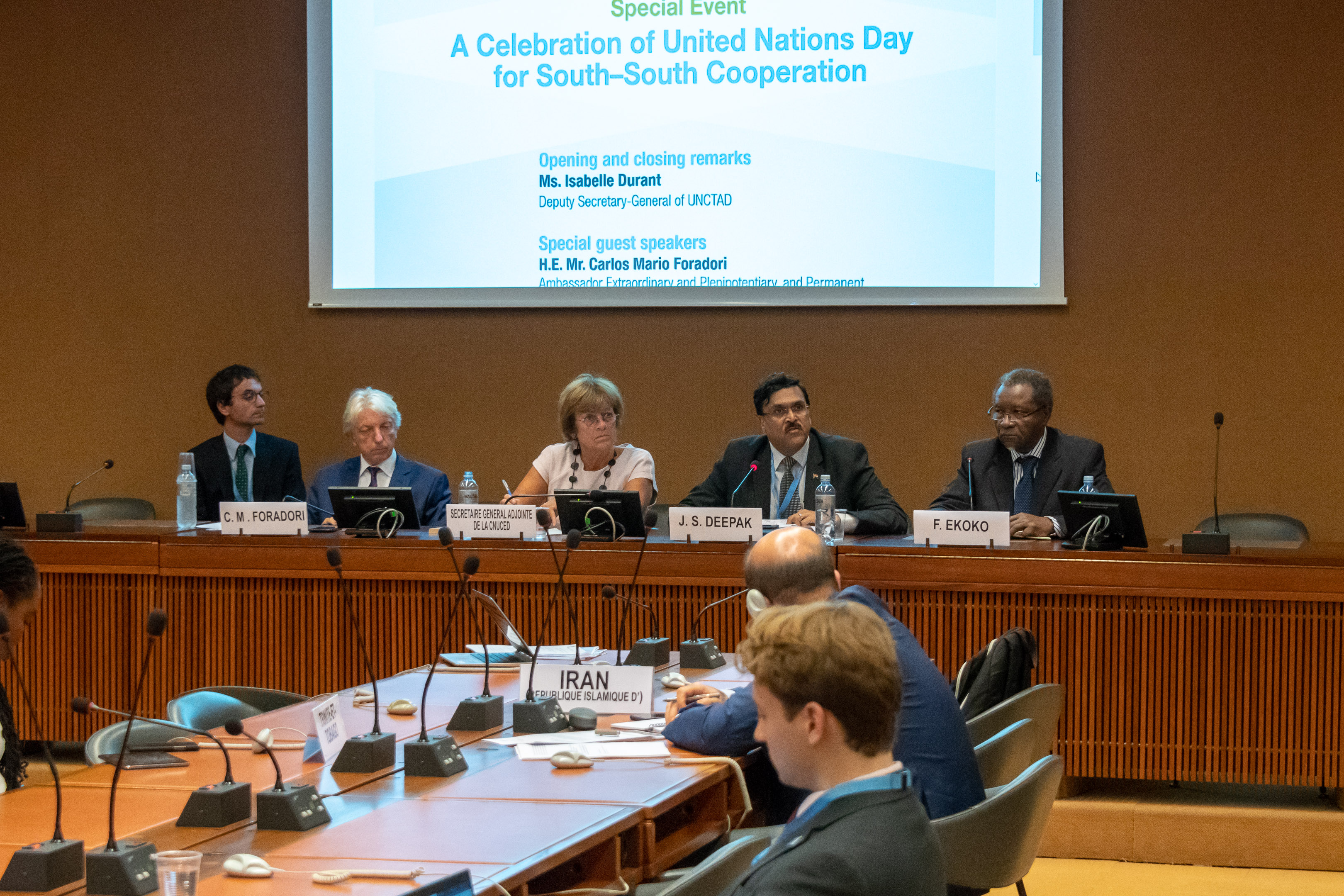
Veranstaltung der UN zur Süd-Süd-Kooperation, mit Isabelle Durant, 2018.

Die Deutsche Gesellschaft für Internationale Zusammenarbeit (GIZ) beschreibt die Süd-Süd-Kooperation als „ein breit gefächerter Rahmen der politischen, wirtschaftlichen, sozialen, kulturellen und technischen Zusammenarbeit zwischen Ländern des Südens.“
Spektrum.de definiert Süd-Süd-Beziehungen als ein Streben der Entwicklungsländer nach verstärkter Verhandlungsmacht und gleichberechtigter Integration in den Weltmarkt, wobei „diese den Entwicklungsländern gemeinsamen Interessen [...] u.a. durch eine intensivere Zusammenarbeit untereinander auf wirtschaftlicher, politischer, wissenschaftlich-technischer und kultureller Ebene erreicht werden“ sollten.
Das Gabler Wirtschaftslexikon definiert sie als „Intensivierung der außenwirtschaftlichen Beziehungen bzw. der wirtschaftlichen Zusammenarbeit zwischen Entwicklungsländern“, wobei die „Forderung nach verstärkter Süd-Süd-Kooperation u.a. mit Nachteilen für Entwicklungsländer durch außenwirtschaftliche Verflechtung mit den Industriestaaten“ begründet wird.